# O. P. Hoff

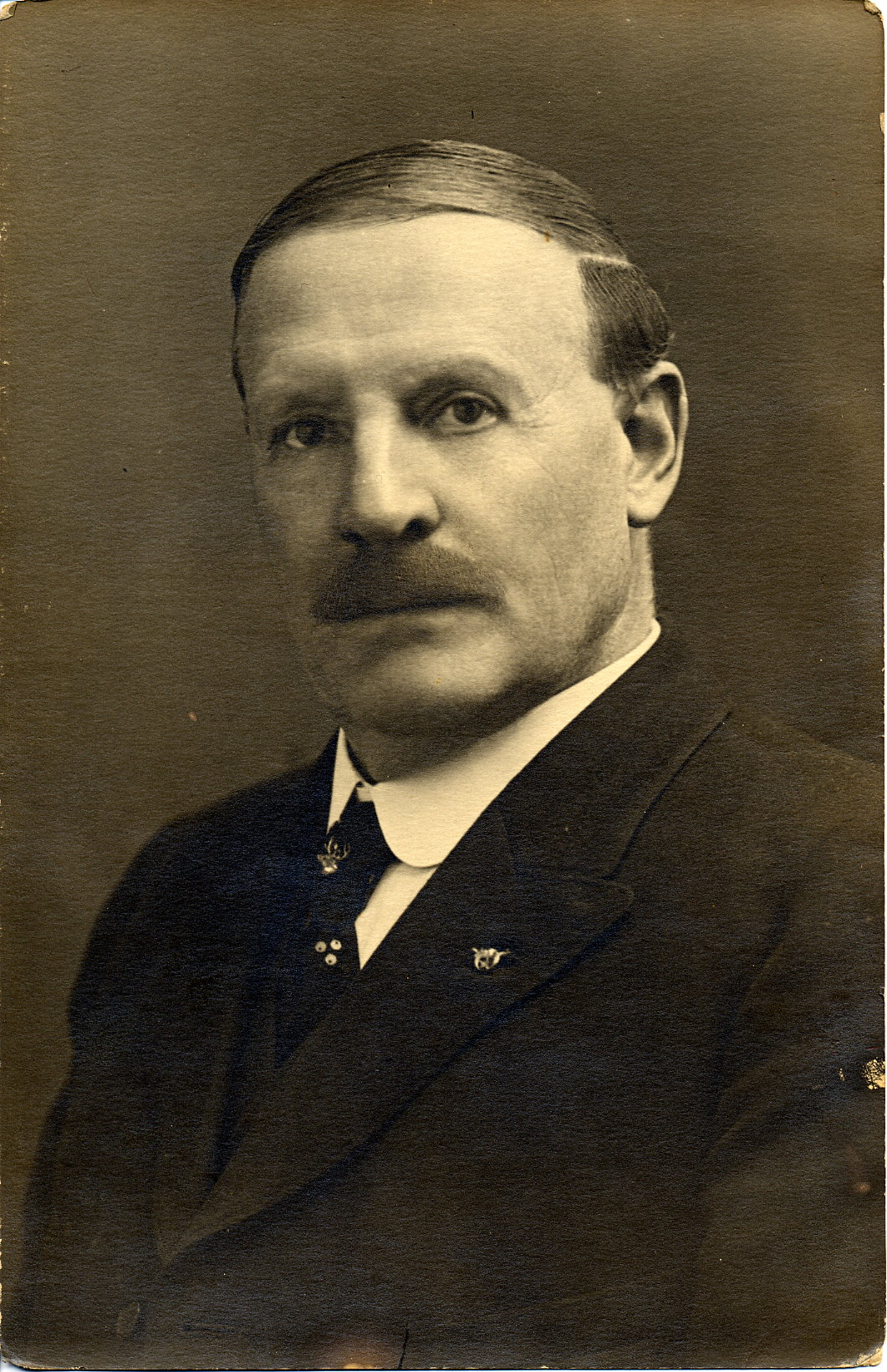
O. P. Hoff

Ole P. Hoff (* 17. Mai 1853 in Hadeland, Norwegen; † 18. März 1924 in Portland, Oregon) war ein norwegisch-amerikanischer Politiker (Republikanische Partei).

## Frühe Jahre
Ole P. Hoff wurde während der Regierungszeit von König Oskar I. geboren. Über seine Jugendjahre ist nichts bekannt. 1870 wanderte er in die Vereinigten Staaten ein. Dort ließ er sich zuerst in Oshkosh (Wisconsin) nieder und dann in Kalifornien, bevor er 1875 kurz nach Oregon zog. Er kehrte dann nach Kalifornien zurück, wo er bis 1879 verblieb. Danach ließ er sich dauerhaft in Oregon nieder. Von 1870 bis 1879 arbeitete er in der Landwirtschaft, in der Holzindustrie als Holzfäller, in der Getreidemühle und im Bergbau. Er begann dann 1881 als Eisenbahnagent zu arbeiten – eine Tätigkeit, welche er 13 Jahre lang ausübte. Während dieser Zeit war er auch als Postmeister tätig. Am 13. Mai 1880 heiratete er Cynthia Alice Parsons in Eugene (Oregon). Das Paar bekam zwei Kinder, welche in Irving (Oregon) geboren wurden. Er war Mitglied der Benevolent and Protective Order of Elks und der Freimaurer. In diesem Zusammenhang gehört er den Freimaurerorden der Shriners und der Knights Templar an. Ferner war er Mitglied der Woodmen of the World.

## Arbeitskommissar
Hoff war der einzige Mitarbeiter des Bureau of Labor Statistics and Inspector of Factories and Workshops (heute Oregon Bureau of Labor and Industries, kurz BOLI), als er nach der Gründung der Behörde am 2. Juni 1903 durch die Oregon Legislative Assembly zum Oregon Commissioner of Labor ernannt wurde. Als erster Leiter des Oregon Bureau of Labor and Industries ließ er Sicherheitsüberprüfungen von Fabriken durchführten. 1906 berichtete er, dass von den 673 inspizierten Fabriken 653 gefährliche oder unsichere Arbeitsbedingungen aufwiesen, er aber die Autorität besäße Zuwiderhandelnde zu bestrafen und die Einhaltung der Sicherheitsgesetze zu erzwingen. Unter seiner Führung der BOLI verabschiedete Oregon das erste Mindestlohngesetz in den Vereinigten Staaten, erließ ein Jugendarbeitsschutzgesetz und begrenzte die Arbeitszeit auf 10 Stunden pro Tag für Frauen. Er war auch ein Advocate für Lehrer, welche er zu den about the poorest paid class of wage earners in the state zählte. Nach der Ernennung von Gouverneur von Oregon George Earle Chamberlain im Jahr 1903 wurde Hoff 1906 für eine volle vierjährige Amtszeit zum Oregon Commissioner of Labor gewählt und 1910 sowie 1914 wiedergewählt. Er bekleidete den Posten bis zum 6. Januar 1919. Sein Nachfolger war Charles H. Gram, welcher 1918 gewählt wurde. Seine Amtszeit war vom Ersten Weltkrieg überschattet.

## Treasurer of State
Hoff wurde 1918 zum Treasurer of State von Oregon gewählt und 1922 wiedergewählt. Er verstarb vor dem Ende seiner Amtszeit am 18. März 1924, im Alter von 70 Jahren, im Emanuel Hospital in Portland (Oregon). Der Gouverneur von Oregon Walter M. Pierce ernannte daraufhin Jefferson Myers am selben Tag von Hoffs Tod zum neuen Treasurer of State.